# مونرو سیتی (میزوری)
مونرو سیتی (به انگلیسی: Monroe City) یک شهر در ایالات متحده آمریکا است که در میزوری واقع شده‌است. مونرو سیتی ۷٫۹۳ کیلومتر مربع مساحت و ۲٬۵۳۱ نفر جمعیت دارد و ۲۲۷ متر بالاتر از سطح دریا واقع شده‌است.